# The Avengers (1998)
The Avengers is een Amerikaanse film uit 1998, geregisseerd door Jeremiah S. Chechik. Het verhaal is gebaseerd op de Britse televisieserie De Wrekers. De hoofdrollen worden vertolkt door Ralph Fiennes en Uma Thurman.

## Verhaal
Twee geheim agenten (John Steed en Emma Peel) worden op pad gestuurd om een gestoorde professor genaamd Sir August de Wynter tegen te houden die de wereld chanteert met een machine waarmee hij het weer kan manipuleren. Het is hun eerste opdracht samen daar Steed nog maar net klaar is met zijn training.
De twee komen op het spoor van een geheime organisatie geleid door De Wynter, die zich kenmerkt door het feit dat alle leden hun identiteit verhullen door teddybeeruniformen te dragen. Een dode man gekleed in zo’n uniform wordt gevonden in een bedrijf genaamd Wonderland Weather. Wanneer Steed en Emma DeWynter op willen zoeken in zijn landhuis, worden ze aangevallen door mechanische bijen. Ze kunnen ontkomen dankzij hulp van Alice, een andere agent.
Steed laat een kaart die hij gevonden heeft bij Wonderland Weather onderzoeken door onzichtbare Jones; een medewerker van de geheime dienst die onzichtbaar is geworden. Steed ontdekt ook dat Vader, een van de kopstukken van de geheime dienst, overgelopen is naar de kant van de Wynter.
Dankzij de kaart ontdekt Jones waar De Wynter zijn hoofdkwartier heeft. Steed en Emma dringen hier binnen, waar Steed De Wynter bevecht in een duel. De Wynter komt bij het gevecht om en de weermachine wordt vernietigd.

## Rolverdeling
| Acteur         | Personage            |
| -------------- | -------------------- |
| Uma Thurman    | Emma Peel            |
| Ralph Fiennes  | John Steed           |
| Sean Connery   | Sir August de Wynter |
| Patrick Macnee | Invisible Jones      |
| Jim Broadbent  | Mother               |
| Fiona Shaw     | Father               |

## Achtergrond
Warner Bros. weigerde de film voor de officiële première al te tonen aan de pers of een testpubliek. Dit werd door veel critici al opgevat als teken dat de film geen succes zou worden, en Warner Bros. dit zelf ook goed wist. De première zou plaats moeten vinden in juni 1998, maar werd uitgesteld naar augustus. Verder werd de film voor de première nog teruggesnoeid van 115 minuten naar 89 minuten.
De film was bepaald geen kaskraker. De wereldwijde opbrengst bleef steken op 23 miljoen dollar, tegen een budget van 60 miljoen dollar. Ook reacties van critici waren vooral negatief. Op Rotten Tomatoes gaf slechts 15% van de recensenten de film een goede beoordeling. Metacritic gaf de film een score van 12 punten op een schaal van 100. Fans van de originele serie vonden dat de film respectloos omging met de serie.

## Prijzen en nominaties
The Avengers werd tijdens de Golden Raspberry Awards 1998 genomineerd voor 9 Golden Raspberry Awards, waarvan de film er 1 won:
- Slechtste film
- Slechtste regisseur - Jeremiah S. Chechik
- Slechtste acteur - Ralph Fiennes
- Slechtste actrice - Uma Thurman
- Slechtste mannelijke bijrol - Sean Connery
- Slechtste scenario
- Slechtste remake of sequel - gewonnen (samen met Godzilla en Psycho)
- Slechtste schermkoppel - Ralph Fiennes en Uma Thurman
- Slechtste originele lied - "Storm"

In 1999 werd de film ook genomineerd voor een Golden Reel Award voor beste geluidseffecten.